# Comes Britanniarum
El comes Britanniarum (en latín, "conde de los britanos") fue un puesto militar en la Britania romana con mando sobre el ejército de campaña móvil desde mediados del siglo IV hasta principios del siglo V. 

## Descripción y funciones
Está incluido en la Notitia Dignitatum como uno de los tres mandos en Gran Bretaña, junto con el dux Britanniarum y el comes litoris Saxonici. Sus tropas eran el ejército de campaña principal (comitatenses) en Britania y no los guardias fronterizos (limitanei) comandados por los otros dos.
El primer "conde" en Britania fue Graciano el Viejo, el padre de los emperadores Valentiniano I y Valente. Durante la Gran Conspiración, el conde Teodosio, padre del emperador Teodosio I, también sirvió como "conde" en Gran Bretaña. Parece que fueron nombrados en tiempos de crisis. Una oficina permanente fue creada más tarde en el siglo IV o principios del V, quizás por Estilicón, quien retiró tropas de Britania para defender Italia en 402. 
Alternativamente, pudo haber sido instituido por Magno Máximo o Constantino III. Independientemente de su origen, parece que el título fue fugaz y no se mantuvo por mucho tiempo, y ciertamente no tuvo la permanencia del dux Britanniarum y el comes litoris Saxonici.
Según la Notitia Dignitatum, el conde comandaba seis unidades de caballería y tres de infantería, probablemente una fuerza de no más de 6 000 soldados. Esta pequeña fuerza se encargó de apoyar a las tropas fronterizas para defenderse del creciente número de incursiones bárbaras durante el período. Algunas unidades parecen haber sido transferidas desde los ejércitos del dux Britanniarum o del comes litoris Saxonici. Este mando presumiblemente desapareció con la retirada romana de Britania en el año 410.
Los manuscritos medievales de la Notitia recogen la decoración que llevaban los escudos de algunas de sus unidades:

Escudo de los Equites Taifali.
Escudo de la Invicti iuniores Britanniciani.
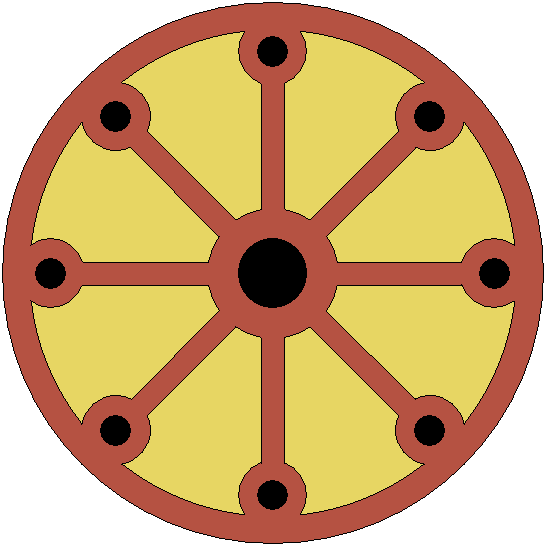
Escudo de los Secundani iuniores.

## Condes de Britania
- Nota: Lista incompleta.

- Graciano Funario
- Conde Teodosio
- Magno Máximo